# Große Gesandtschaft

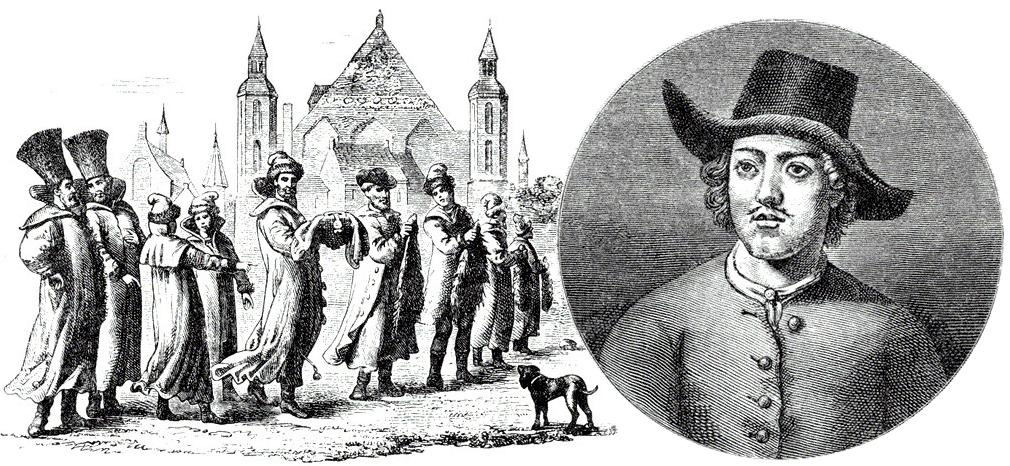
Die Große Gesandtschaft 1697–1698 (Kupferstich von Marcus)

Die Große Gesandtschaft (russisch Великое посольство Welikoje possolstwo) bezeichnet eine Reise des Zaren Peter I. in den europäischen Westen in den Jahren 1697/98. Die Große Gesandtschaft setzte sich aus drei Botschaftern, Franz Lefort, Fjodor Alexejewitsch Golowin und Prokofi Wosnizyn, 300 weiteren Personen und 35 Volontären zusammen. Deren einzige Aufgabe war es, aus dem Umgang mit den Ausländern so viel wie möglich zu lernen. Zu ihrem Anführer hatte Peter I. den Schweizer Lefort bestimmt, der schon unter seinem Vater Zar Alexei I. in russische Dienste getreten war.
Peter I. wurde an allen großen Höfen empfangen, doch sein politisches Anliegen, die Unterstützung Russlands im Kampf gegen das Osmanische Reich, wollte niemand erfüllen.

## Motivation

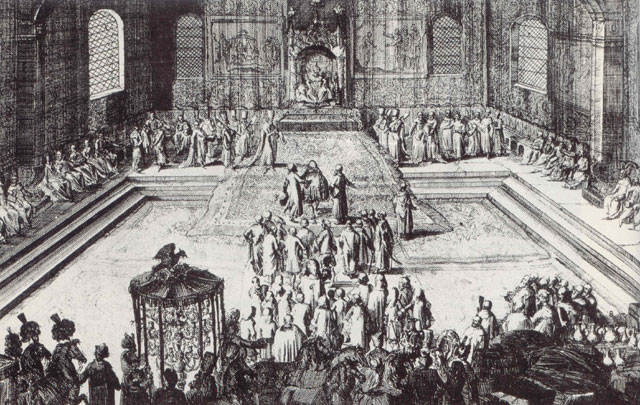
Russische Botschafter in Den Haag
(S. van Beest, Jahr unbekannt)

Das Ziel der Großen Gesandtschaft bleibt in der Geschichtsschreibung umstritten. Peter I. wollte sein Land umfassend modernisieren und zu einer europäischen Großmacht machen. Dafür brauchte er eine große Kriegs- und Handelsflotte, eine moderne Armee, eine starke und effiziente Verwaltung, Wirtschaft und Finanzen. Bereits im Januar 1696 hatte Peter eine Delegation junger russischer Adeliger in den Westen geschickt, um dort die Techniken der modernen Wirtschaft, Kriegsführung und Staatslenkung zu studieren. Peter I. war insbesondere an der handwerklichen und technischen Seite der europäischen Bildung interessiert. Peter der Große versuchte daher, diese Reise noch nutzbarer zu machen, indem er jedem seiner Reisebegleiter eine besondere Mission zuteilte, welche hauptsächlich darin bestand, sich mit diesem oder jenem Zweig der Industrie bekannt zu machen und die geschicktesten Industriellen jener Zeit zur Übersiedlung nach Russland zu bewegen. Der Blick des Zaren richtete sich somit auf die reichen Staaten Westeuropas, um deren staatliche Strukturen und Gesellschaft kennenzulernen und später einzuholen. Außerdem ging es ihm darum, militärische oder diplomatische Bündnispartner gegen das Osmanische Reich zu finden.
In der Forschung wird auch vermutet, dass Peter I. mit der Großen Gesandtschaft entweder den Bestand der Heiligen Liga von 1684 sichern wollte oder von Anfang an ein Bündnis gegen Schweden plante.

## Reise
Am 6. Dezember 1696 gab der Zar seine Pläne der Bojarenduma bekannt. Die Bojaren reagierten mit Bestürzung auf die Pläne des Zaren.
Am 10. März 1697 brach das Gefolge von Moskau über Nowgorod nach Riga ins schwedische Livland auf. Der Zar reiste inkognito als Unteroffizier des Preobraschensker Regiments im Gefolge mit. 14 Tage später kam die Gruppe in Riga an, das seit 1629 zu Schweden gehörte.
Das Beglaubigungsschreiben, das die Gesandtschaft mitführte, lautete:

„Hochvermögende Herren, unser erhabener und mächtiger Herrscher, der Zar, wünscht, dass Ihr dieses Schreiben mit Achtung in Empfang nehmt. Und Er bittet Euch, seine hochstehenden bevollmächtigten Gesandten, sobald sie sich Euren Grenzen nahen, mit ihrem Gefolge nicht nur unter allen ihnen zustehenden Ehren zu empfangen, sondern ihnen auch Audienz zu gewähren, wann immer sie auch darum ersuchen.“

Der damalige Generalgouverneur Erik Dahlberg begrüßte die russischen Diplomaten höflich, aber ohne Militärparade, da er offiziell keine Nachricht von der Anwesenheit des Zaren hatte. Peter schlenderte durch die Straßen Rigas und versuchte, Nachrichten über die Festungen Schwedens zu bekommen. Die Garnison von Riga schätzte er auf 1.000 Mann und ein kleiner Teil der Festungsanlagen war noch nicht vollendet. Den schwedischen Soldaten gefiel die Neugier der Russen nicht. Als einige dieser Ausländer sogar die Tiefe eines Grabens ausmessen wollten, griffen sie als Wachposten ein. Nach einem Gespräch mit dem Gouverneur Dahlberg musste Lefort, Leiter der russischen Gesandtschaft, seinen Untergebenen jede weitere Ausmessung militärischer Ziele verbieten. 13 Jahre später, im Jahr 1710, wurde Riga von russischen Truppen belagert.
Am 10. April 1697 erreichte der Zar Mitau, wo er sich zwei Wochen aufhielt. Friedrich Kasimir Kettler, Herzog von Kurland, bot dem russischen Staatsoberhaupt eine besonders freundliche Aufnahme, so dass die Identität des Monarchen der breiten Öffentlichkeit nicht länger verborgen blieb.
Nach den Aufenthalten in Livland und am kurländischen Hof schiffte Peter sich im April 1697 in Libau ein und begab sich über Pillau ins preußische Königsberg, wohin auch die Gesandtschaft unter der Leitung von Lefort, aber auf dem Landweg über die Memel, reiste. Der Aufenthalt in Königsberg dauerte vom Mai bis Juli 1697. In Königsberg besuchte Peter I. beim Fachingenieur Steitner von Sternfeld einen Artilleriekurs. Am Ende dieses Kurses erhielt Peter von seinem Lehrer ein Diplom auf Pergament, das bescheinigte, dass „Pjotr Michailow“ in überraschend kurzer Zeit tiefe Kenntnisse im Bereich der Artillerie erworben hatte und dass er als ein kluger, zuverlässiger und mutiger Meister dieser Branche betrachtet werden konnte. Im August folgte ein Aufenthalt in Berlin. Als erster Erfolg der Gesandtschaft sind die Verhandlungen in Preußen zu nennen, die unter anderem die zukünftige antischwedische Nördliche Allianz zwischen Sachsen-Polen, Dänemark und Russland 1699 vorbereiteten. Peter wartete bis zur polnischen Königswahl, die für die Position der Adelsrepublik innerhalb der Heiligen Liga besonders wichtig war, und reiste danach nach Amsterdam, wo er von August 1697 bis Januar 1698 auf den Werften der „Ostindischen Kompanie“ in Zaandam arbeitete. Peter I. erhielt als Pjotr Michalow ein Zertifikat, das bestätigte, dass er für vier Monate und fünf Tage als Schiffszimmermann unter Aufsicht des Meisters Pool gearbeitet hatte, dass er sorgfältig alle Zweige des Handwerks erlernt hatte und dass er sich anständig benommen hatte. Anschließend folgte ein Aufenthalt in Nijmegen. Die Generalstaaten verwendeten große Mühe darauf, den Aufenthalt der Gesandtschaft so angenehm und prunkvoll wie möglich zu gestalten. Am 21. September 1697 kam es zu einem inoffiziellen Treffen zwischen Peter I. und dem Statthalter der Niederlande, Wilhelm III. von Oranien. Es schlossen sich weitere Gespräche und Geschäfte an.

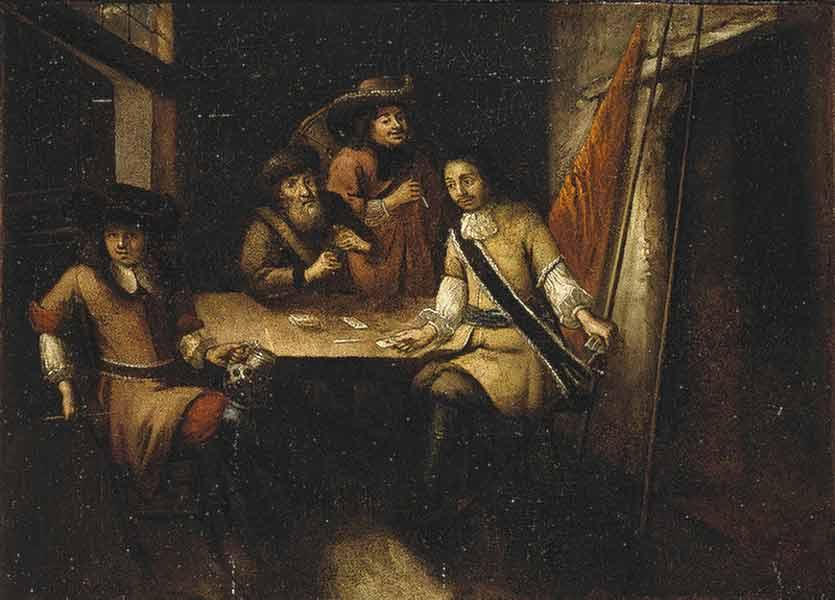
Peter I. in den Niederlanden
(unbekannter niederländischer Künstler)

Im Januar 1698 fuhr Peter I. mit einem kleinen Gefolge (25 Personen) über den Ärmelkanal nach England. Im April 1698 wurde eine Verbindung zwischen England und Russland beschlossen. Da ein Abkommen mit den Generalstaaten nicht erreicht werden konnte, konzentrierte sich die Gesandtschaft auf den Erwerb von dringend benötigten Waffen und die Anwerbung von Fachleuten. So konnten in den ersten Monaten des Jahres eine große Anzahl von Fachleuten für die Schwarzmeerflotte verpflichtet werden, nachdem in Livland, Kurland und Preußen nur vereinzelt Experten geworben werden konnten. Die Zahl soll bei etwa 1100 gelegen haben. Die Gesandtschaft organisierte damit gewissermaßen einen Technologieschub und Wissenstransfer von Westeuropa nach Russland. Schließlich waren rund 640 der etwa 1100 Personen Holländer. Im Mai 1698 erfolgte die unverbindliche Abreise des Zaren aus London und der Gesandtschaft aus den Niederlanden, da ein Frieden zwischen dem Habsburgischen Kaiser und der Hohen Pforte drohte und damit der wichtigste Verbündete im Kampf gegen die Osmanen und die Krimtataren wegzubrechen drohte. Innerhalb weniger Wochen reiste die Gesandtschaft über Hamm, Bielefeld, Halle (Saale), Leipzig und Dresden nach Wien.
Der Besuch bei Kaiser Leopold I. in Wien war der politische Höhepunkt. Natürlich hatte er, obwohl er starrsinnig daran festhielt, nirgends sein Inkognito aufrechterhalten können, denn die in Moskau akkreditierten ausländischen Diplomaten hatten ihre Regierungen über die Abreise der Großen Gesandtschaft nach Westeuropa und die Teilnahme Peters I. unterrichtet. Die Gesandtschaft langte Anfang Juni 1698 in Wien an und zog nach längeren Zwangsaufenthalten in der Vorstadt offiziell am 26. Juni in Wien ein. Der Aufenthalt Peters I. stellte sich als außenpolitisches Fiasko dar. Ende Juli wurde die Gesandtschaft zwar zur offiziellen Audienz vorgelassen, dennoch konnte die kompromisslose Haltung des Kaisers gegenüber einer Fortführung des Krieges gegenüber der Hohen Pforte nicht geändert werden. Noch während die Gesandtschaft ihre Weiterreise nach Venedig und Rom plante, änderte Peter die Pläne und entschloss sich zur unverzüglichen Rückkehr nach Moskau. Grund war der Ausbruch des zweiten Strelizenaufstandes, der sich gegen die Ausländer in Moskau richtete. In Polen traf Peter am 10. August den polnischen König August II., bei dem er sich drei Tage aufhielt und dabei erste Gespräche über ein gemeinsames Vorgehen gegen Schweden im Baltikum führte. Die Rückreise von Polen nach Moskau, wo der Zar völlig unvermutet eintraf und den Aufstand der Strelizen blutig niederschlug, dauerte weitere drei Wochen.

## Bewertung und Rezeption

Peter I. in Holland
(unbekannter Maler, 18. Jahrhundert)

Die Große Gesandtschaft erreichte ihr Hauptziel nicht, sammelte aber wertvolle Informationen über die internationale Situation, die eine Stärkung der anti-osmanischen Koalition unmöglich erscheinen ließ aufgrund des zu erwartenden Krieges wegen der Spanischen Erbfolge. Zurück brachte Peter I. Pläne, um einen Zugang zur Ostsee zu gewinnen. Auf dem Weg zurück nach Russland hatte Peter der Große nämlich mit August II. Verhandlungen unternommen, welche die Basis für die Russisch-Sächsische Allianz gegen Schweden im Großen Nordischen Krieg formen sollten.
Sich seines Ruhmes als Sieger von Asow (1696) bewusst, konnte Peter im Laufe der Großen Gesandtschaft als aufgeklärter und volksnaher Herrscher („Zar und Zimmermann“) auftreten. Dieses Bild des Zaren wurde von ausländischen Diplomaten und der Presse übernommen. In der Literatur der Aufklärung und Romantik fand es ebenfalls breite Rezeption. Die Geschichte dieser Reise inspirierte den Komponisten Albert Lortzing zu der Komischen Oper Zar und Zimmermann, die 1837 in Leipzig uraufgeführt wurde.
Die Durchführung der Reise durch den Zaren unter Inkognito beeinflusste zudem ganz wesentlich die Herausbildung und Anwendung des formellen Inkognitos bei Reisen von Monarchen und Adligen während des 18. und 19. Jahrhunderts.